# Chalcides thierryi
Espèce
Statut de conservation UICN

 LC  : Préoccupation mineure
Chalcides thierryi est une espèce de sauriens de la famille des Scincidae.

## Répartition
Cette espèce se rencontre dans le Nord du Ghana, au Togo, au Bénin, au Nigeria, au Mali, au Sénégal et au Burkina Faso.

## Publication originale
- Tornier, 1901 : Die Crocodile, Schildkröten und Eidechsen in Togo. Archiv für Naturgeschichte, vol. 1901, p. 65-88.